# Liste der Bürgermeister der Stadt Krems an der Donau

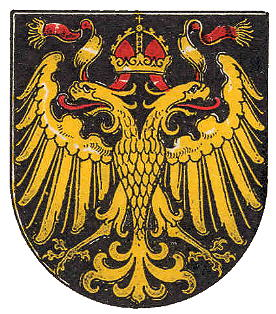

Schon das älteste geschriebene Stadtrecht aus 1305 galt für die Städte Krems und Stein, die bis 1850 nur einen gemeinsamen Bürgermeister hatten.

## Bürgermeister der Stadt Krems (1850–1938)
| Name (Lebensdaten)                                    | von                         | bis                         | Partei               | Anmerkungen |                      |                      |
| Kaisertum Österreich                                  | Kaisertum Österreich        | Kaisertum Österreich        | Kaisertum Österreich | Kaisertum Österreich | Kaisertum Österreich | Kaisertum Österreich |
| ----------------------------------------------------- | --------------------------- | --------------------------- | -------------------- | --- | -------------------- | -------------------- |
| Ferdinand Dinstl (8. Feb. 1788 – 18. Juli 1873)       | 1850                        | 1861                        |                      | Rechtsanwalt und Notar, Mitglied der Frankfurter Nationalversammlung; während seiner Amtszeit wurde die Sparkasse gegründet und das Krankenhaus in die städtische Gebarung einbezogen.                                      |                      |                      |
| Ferdinand Adam Dinstl (24. Dez. 1821 – 2. April 1885) | 1861                        | 1885                        |                      | Errichtung der Realschule (heute BRG) sowie der Volksschule, Anschluss an die Bahnstrecke Absdorf-Hippersdorf–Krems an der Donau sowie an die Bahnstrecke Herzogenburg–Krems. Eine Straße erhielt den Namen seiner Familie. |                      |                      |
| Zeno Gögl jun. († 1889)                               | 1885                        | 1889                        |                      | Vater letzter gemeinsamer Bürgermeister, Kaufmann und Gewerbetreibender (Kremser Senf), nach seiner Familie ist das Göglhaus benannt, nach ihm wurde eine Straße benannt; 1889 Ehrenbürger.                                 |                      |                      |
| Ludwig Heinemann (31. Juli 1832 – 21. Nov. 1900)      | 1889                        | 21. Nov. 1900               |                      | Rechtsanwalt und Reichsratsabgeordneter, Errichtung des Schutzdammes, Pläne einer Eisenbahnstrecke nach Gföhl wurden nicht realisiert. Nach ihm wurde eine Straße benannt.                                                  |                      |                      |
| Edmund Hofbauer (1846 – 25. Mai 1931)                 | 1900                        | 1914                        |                      | Kaufmann und Landtagsabgeordneter, nach ihm ist eine Straße benannt. |                      |                      |
| Alphons Gryza-Gersch                                  | 1914                        | 1915                        |                      | Landesbeamter, Landeskommissär |                      |                      |
| Theodor Mörz                                          | 1915                        | 1919                        |                      | Landesbeamter, Landeskommissär |                      |                      |
| Erste Republik                                        |                             |                             |                      | |                      |                      |
| Ludwig Marcus                                         | 8. Juli 1919                | 12. Mai 1921                |                      | Gymnasialprofessor |                      |                      |
| Hermann Stingl (4. Aug. 1880 – 27. Feb. 1958)         | 12. Mai 1921                | 21. Dez. 1924               | GdP                  | Rechtsanwalt, Stadterweiterungen in Mitterau und Kremstal. |                      |                      |
| Anton Baran (18. Juli 1883 – 7. April 1957)           | 21. Dez. 1924               | 21. Juni 1932               | GdP                  | Finanzrat, Leiter des Finanzamtes; Errichtung des Warmbades und Strandbades; 1932 Ehrenbürger. |                      |                      |
| Karl Rohrhofer                                        | 22. Juni 1932               | 10. Mai 1933                | NSDAP                | BH-Bediensteter |                      |                      |
| Karl Suppanz (1. Okt. 1879 – 20. Okt. 1958)           | 12. Mai 1933                | 14. Feb. 1934               | SDAPÖ                | Bahnbediensteter, auch der erste Bürgermeister in der Zweiten Republik. |                      |                      |
| Johann Ramböck                                        | 14. Feb. 1934 14. Jän. 1935 | 14. Jän. 1935 12. März 1938 | CS VF                | Professor, Stadtverwalter, Errichtung des Kreisgerichtes. |                      |                      |

## Bürgermeister der Stadt Stein (1850–1938)
| Name (Lebensdaten)                                 | von                        | bis                  | Partei               | Anmerkungen |                      |                      |
| Kaisertum Österreich                               | Kaisertum Österreich       | Kaisertum Österreich | Kaisertum Österreich | Kaisertum Österreich | Kaisertum Österreich | Kaisertum Österreich |
| -------------------------------------------------- | -------------------------- | -------------------- | -------------------- | --- | -------------------- | -------------------- |
| Josef Eder                                         | 8. Juli 1850               | 24. Jän. 1854        |                      | In seiner Amtszeit wurde Förthof eingemeindet. |                      |                      |
| Franz Prager (1812–1880)                           | 24. Jän. 1854              | 4. April 1858        |                      | Kaufmann |                      |                      |
| Franz de Paul Schürer († 27. Feb. 1886)            | 4. April 1858              | 17. Feb. 1886        |                      | Nach ihm wurde ein Platz benannt. |                      |                      |
| Anton Saahs (1824–1898)                            | 1886                       | 1890                 |                      | Tierarzt, Schmied und Gutsbesitzer (Nikolaihof). |                      |                      |
| Josef Weißmann                                     | 1890                       | 1900                 |                      | |                      |                      |
| Alois Müllauer (1839 – 24. Juli 1910)              | 1900                       | 24. Juli 1910        |                      | Haus- und Realitätenbesitzer, Wasserleitung. |                      |                      |
| Wilhelm Manzetti (1861 – 17. Dez. 1937)            | 1910                       | 16. Juli 1919        |                      | Seifensieder, in seiner Amtszeit wurde die Hauptschule (heute: DPU) und das nach ihm benannte Cottageviertel neben der heutigen Donauuniversität errichtet, maßgeblich an der Ansiedlung der Tabakfabrik beteiligt; 1917 Ehrenbürger.       |                      |                      |
| Erste Republik                                     |                            |                      |                      | |                      |                      |
| Franz Salomon (1858 – 12. Aug. 1936)               | 16. Juli 1919              | 10. Nov. 1920        |                      | Gutsbesitzer, während seiner Amtszeit wurde die Tabakfabrik errichtet, Gründer des Steiner Ruderclubs; 1934 Ehrenbürger. |                      |                      |
| Alois Gamerith (1868–1928)                         | 1920                       | 1921                 | CS                   | Volksschuldirektor |                      |                      |
| Kilian Anibas (1876–1937)                          | 23. Juni 1921              | 3. Nov. 1922         | SDAPDÖ               | Justizinspektor, nach ihm wurde eine Promenade entlang des Alaunbaches benannt. |                      |                      |
| Johann Schmid                                      | 3. Nov. 1922 4. März 1928  | 29. Feb. 1928 1929   | SDAPDÖ               | |                      |                      |
| Ludwig Sturma                                      | 29. Feb. 1928              | 4. März 1928         | CS                   | |                      |                      |
| Eduard Summer (1878–1961)                          | 1929                       | 29. Mai 1933         | GdP                  | Tischlermeister, nach ihm wurde eine Gasse benannt. |                      |                      |
| Franz Retter                                       | 29. Mai 1933               | 6. Juni 1933         | NSDAP                | |                      |                      |
| Fritz Hinterndorfer (22. Juli 1898 – 8. März 1962) | 6. Juni 1933 27. Jän. 1935 | 27. Jän. 1935 1938   | CS VF                | Bahnhofsvorstand, erster Bürgermeister nach dem ständischen Gemeindekonzept, letzter Bürgermeister der Stadt Stein, Abgeordneter zum Bundesrat (1934) und zum Nationalrat (1945–1956), 1938–45 Versicherungsvertreter, mehrfach inhaftiert. |                      |                      |

## Bürgermeister der Statutarstadt Krems (ab 1938)
(bis 1945 Kreisstadt, ab 1945 Statutarstadt)
| Name (Lebensdaten)                                | von              | bis             | Partei          | Anmerkungen | Bild            |                 |
| Deutsches Reich                                   | Deutsches Reich  | Deutsches Reich | Deutsches Reich | Deutsches Reich | Deutsches Reich | Deutsches Reich |
| ------------------------------------------------- | ---------------- | --------------- | --------------- | --- | --------------- | --------------- |
| Hermann Stingl (4. Aug. 1880 – 27. Feb. 1958)     | 12. März 1938    | 15. Aug. 1938   |                 | (siehe: Stein an der Donau#Geschichte) |                 |                 |
| Franz Retter                                      | 15. Aug. 1938    | 8. Mai 1945     | NSDAP           | Baumeister |                 |                 |
| Zweite Republik                                   |                  |                 |                 | |                 |                 |
| Karl Suppanz (1. Okt. 1879 – 20. Okt. 1958)       | 13. Mai 1945     | 31. Mai 1945    | SPÖ             | provisorischer Bürgermeister, auch der letzte Bgm. in der Ersten Republik                                                                                    |                 |                 |
| Franz Riel (6. Okt. 1895 – 4. Juli 1952)          | 1945             | 1950            | ÖVP             | Rechtsanwalt, Abgeordneter zum Landtag von Niederösterreich                                                                                                  |                 |                 |
| Wilhelm Röder (25. Mai 1894 – 23. Juni 1961)      | 1950             | 15. Mai 1955    | SPÖ             | ÖBB Oberinspektor |                 |                 |
| Franz Wilhelm (12. Juni 1914 – 21. März 1977)     | 15. Mai 1955     | 15. Mai 1969    | ÖVP-WG          | Unternehmer, Geschäftsführer der heutigen Eybl International; Etablierte Krems als Kunststadt (Ausstellungen); 1977 Ehrenbürger                              |                 |                 |
| Max Thorwesten (13. April 1908 – 29. Okt. 1994)   | 1969             | 1976            | ÖVP-WG          | Magistratsdirektor; 1989 Ehrenbürger |                 |                 |
| Harald Wittig (14. Juni 1934 – 15. Jänner 2018)   | 1976             | 1990            | ÖVP             | Landesbeamter, Abgeordneter zum Landtag von Niederösterreich 1962–1992; 1998 Ehrenbürger                                                                     |                 |                 |
| Erich Grabner (23. Okt. 1928 - 29. November 2022) | 1990             | 1996            | ÖVP             | Industrieller; 1998 Ehrenbürger |                 |                 |
| Franz Hölzl (* 19. Mai 1955)                      | 1996             | 2007            | ÖVP             | Hauptschuldirektor |                 |                 |
| Inge Rinke (* 4. März 1952)                       | 2007             | 2013            | ÖVP             | Fotografin, Abgeordnete zum Landtag von Niederösterreich; Errichtung des Schulzentrums                                                                       |                 |                 |
| Reinhard Resch (* 15. Juni 1955)                  | 2012             | 1. Februar 2024 | SPÖ             | Primararzt, Unternehmer, Sanierung der Stadtfinanzen, Erneuerung Ringstraße und Abwasserkanal, Gründung Stadtmarketing Krems, Baubeginn des neuen Hallenbads |                 |                 |
| Peter Molnar (* 1968)                             | 14. Februar 2024 |                 | SPÖ             | Umweltmanager |                 |                 |